# 鯨油

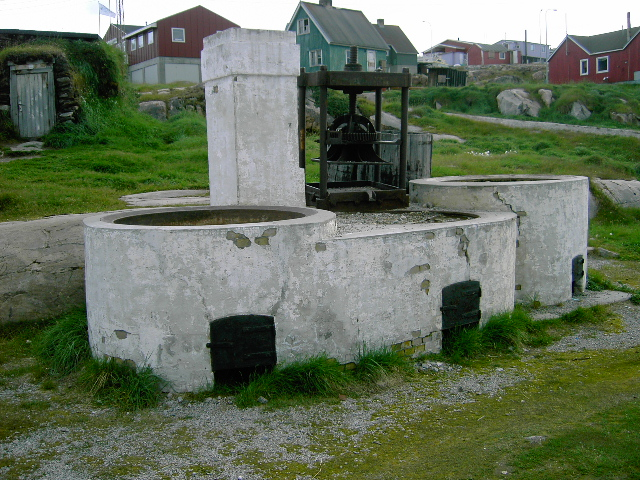
グリーンランド、イルリサットの鯨油採取用の竃

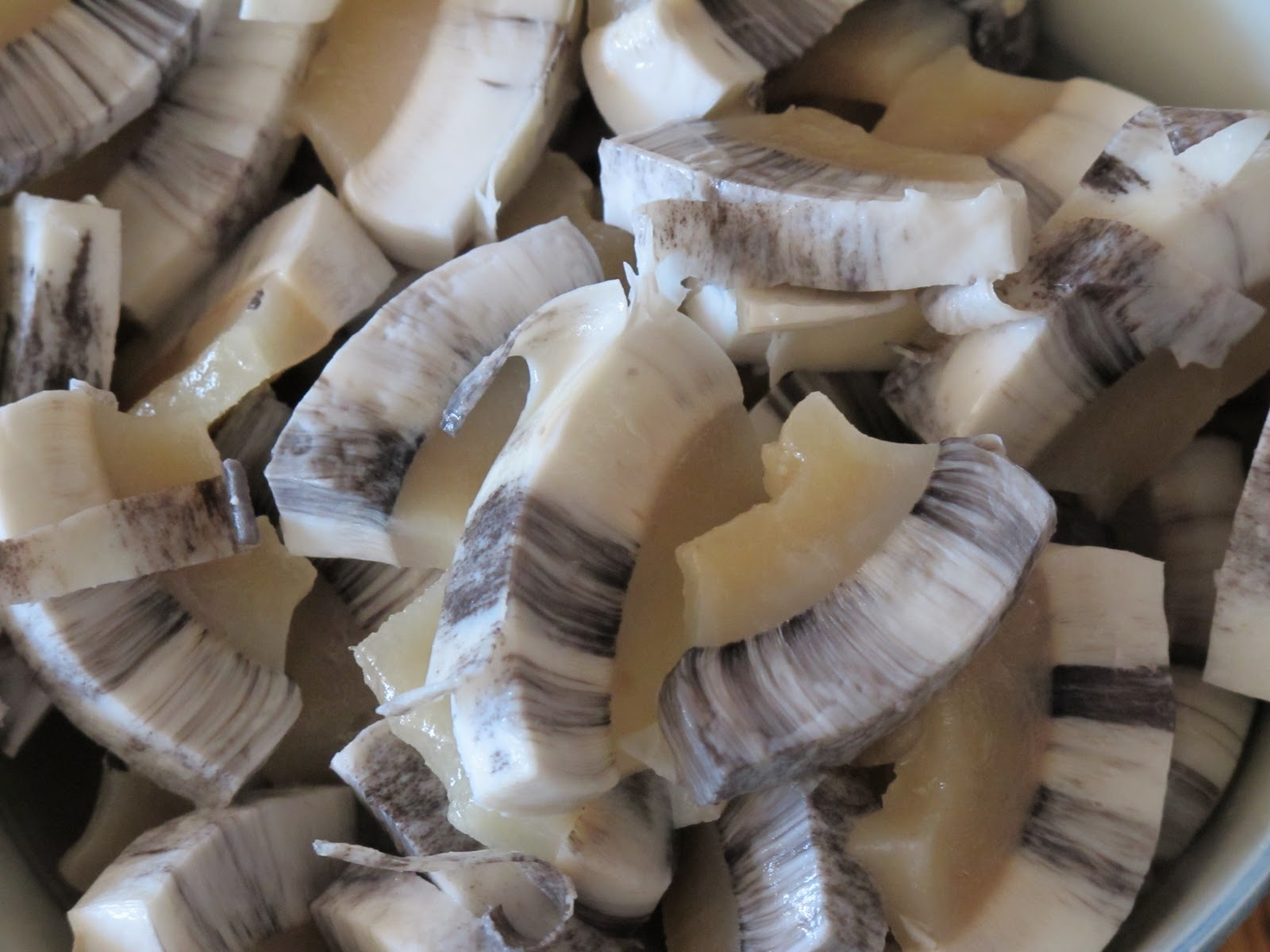
北極圏のイヌイットの伝統食材「マクタック」（クジラの皮下脂肪）

鯨油（げいゆ）とは、クジラ目の動物から採取された油のことである。灯火用の燃料油、ろうそく原料、機械用潤滑油、皮革用洗剤、マーガリン原料など多様な用途があった。
欧米において過去に行われた捕鯨の重要かつ最大の目的は、食用としての鯨肉確保ではなく、鯨肉から採れる鯨油の採取であった。

## 概要
マッコウクジラに代表されるハクジラから採取されるマッコウ油と、シロナガスクジラに代表されるヒゲクジラから採取されるナガス油（狭義の鯨油）に大別される。両者は成分に大きな違いがあり、ハクジラの油は人間には消化できない成分（ワックス・エステル）を含むため主に工業用途に、後者は食用を含め幅広く利用された。
分厚い皮下脂肪層からの採取が中心で、骨や内臓も原料となる。他方、筋肉は脂肪分が一般に乏しいため、鯨油原料としては非効率で歓迎されなかった。通常は原料となる部位を細かくした後に、釜に入れて煮るなどして加熱する融出法で採油される。帆船時代の捕鯨船で遠洋に出るものは、船上で採油ができるように薪や煉瓦を搭載して出航し、鯨の捕獲後に煉瓦で炉を組みたてていた例がある。炉の使用が終われば炉を解体し、煉瓦は投棄していた。近代の捕鯨母船では、ハートマンボイラー（主に皮下脂肪層などから採油する）やクワナーボイラー（主に骨から採油する）に代表される専用の採油設備が搭載されていた。

## 歴史
鯨油は多くの時代・地域において捕鯨の最も重要な目的であった。例えば国際捕鯨委員会が1971年まで使用していた捕獲枠設定方式であるシロナガスクジラ単位 (BWU) 方式が、鯨種ごとの鯨油生産量を基準に制定されていたことにも、その重要性が表れている。19世紀のアメリカ式捕鯨の船員は、クジラの大きさを採取できる鯨油の量で「40バレルのクジラ」というように表現していた。日本においても1910年代から1950年代にかけて、鯨油は生糸と並ぶ重要な輸出品で貴重な外貨獲得源でもあった。
しかし、鯨の資源量の低下とともに生産効率が悪化したうえ、特に第二次世界大戦後は石油が廉価かつ大量に供給されるようになったため、伝統的に鯨油で作られていた加工品に代わり、石油や植物性油脂を原料とする代替品が大量に製造されるようになり、商品価値が低下した。これは、鯨油を主目的としていた多くの捕鯨国にとって、捕鯨継続の意義を失わせることになった。現在では商業捕鯨がほぼ停止状態にあることもあり、ほとんど存在しない。

## 主な用途
灯火用燃料
世界中での最も古くからの用途の一つである。日本でも江戸時代の川柳に、鯨汁を食べたら体が行灯臭くなったという内容のものがあり、灯火用に普及していたことをうかがうことができる。魚油よりも匂いが少なく、植物油よりは安価なために主に庶民が利用していた。
洗剤
石鹸の原料となり、皮革製品の製造過程にも一時多用された。
火薬
20世紀初期には、ダイナマイトの原料であるニトログリセリンの製造に用いられた。
農業用資材
日本において水田の害虫駆除用に用いられた。江戸時代に開発された技術で、水田に流して油膜をつくり、そこへウンカなどの害虫を叩き落として窒息させた。なお、鯨油以外にも魚油や植物油、後には石油も同様に使用されているが、江戸期の農書には鯨油が最上であると記されている。
機械用潤滑油
低温でも凝固しにくい利点があり、航空宇宙および寒冷地における軍事用車両に用いられる。アメリカでは1972年まで自動車のオートマチックトランスミッションフルードの添加剤として年間 3,000 万ポンド (約1,400 トン) 以上のマッコウ油（鯨蝋）が使われていた。
食用
太平洋岸北西部のヌートカ族をはじめとする先住民は鯨油を食用にしていた。
マーガリン
20世紀初頭に水素化による硬化技術が開発され、かつては多用された。第一次世界大戦後のドイツにおいて特に重要な用途で、第二次世界大戦後のイギリスなどでも多く用いた。日本でも第二次世界大戦後に広く使用されている。同様にショートニング原料にもなる。

## 特殊な鯨油
鯨蝋（げいろう）
マッコウクジラの頭部に詰まっている油脂である。脳油。白濁した外見が精液に類似しているため、マッコウクジラの英名“sperm whale”（精液鯨）の由来となった。温度による状態変化に特徴があり、マッコウクジラがその温度による比重の変化を遊泳時の浮沈に利用している。ろうそくや精密機械用潤滑油の原料として珍重された。なお、食べると消化不良に陥るので食用目的には使えない油である。

肝油
肝臓から採取される油脂で、ビタミン類を豊富に含むため薬用に用いられる。クジラから採った肝油は、鯨油と呼ぶことはほとんどない。